# Alan Woods
Alan Woods (Swansea, 23 ottobre 1944) è un politico e saggista britannico, dirigente della  Internazionale Comunista Rivoluzionaria.

## Biografia

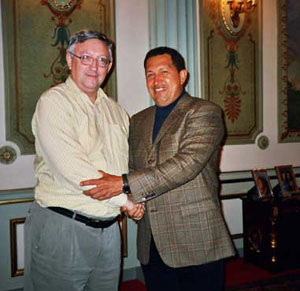
Alan Woods (a sinistra) con il presidente venezuelano Hugo Chávez.

Nato in una famiglia gallese dalla lunga tradizione comunista, a 16 anni entrò in politica unendosi alla Gioventù Socialista del Partito Laburista del Galles.
Studiò filologia russa e slava prima alla Sussex University e successivamente a Sofia (Bulgaria) e a Mosca presso l'Università statale di Mosca (MGU). Conoscitore di numerose lingue tra cui, oltre l'inglese e il russo, si annoverano l'italiano, lo spagnolo, il francese e il tedesco.
Partecipò alla lotta contro la dittatura franchista in Spagna durante gli anni settanta, e allo sviluppo della corrente marxista in seno al movimento operaio sino alla fine degli anni ottanta.
Nel 1992, in conseguenza della scissione di Militant, corrente del Partito Laburista promotrice di un programma socialista, e dell'equivalente internazionale, il Comitato per una Internazionale Operaia, fu espulso dall'organizzazione insieme a Ted Grant, suo fondatore. Con la minoranza rimasta formò la Tendenza Marxista Internazionale (TMI) e in Gran Bretagna la Socialist Appeal, dalla cui pubblicazione con lo stesso nome Alan Woods è editore.
Negli ultimi anni è un attento osservatore dei movimenti socialisti in America Latina, e in particolare era unito da un forte legame con Hugo Chávez, che molto spesso l'ha citato fra le sue principali fonti d'ispirazione per quanto riguarda il suo progetto di "Socialismo del XXI secolo".
Direttore del sito web "In Defence of Marxism" gira il mondo con la campagna internazionale, di cui è promotore, "Hands off Venezuela" ("Giù le mani dal Venezuela").

## Pubblicazioni
- Alan Woods, Ted Grant, Lenin and Trotsky - What they really stood for. Londra, Wellred Books, 2000 (prima edizione: 1968);
- Alan Woods, Ted Grant, Marxismo e Darwinismo - L'inganno dell'evoluzione, 1993;
- Alan Woods, Ted Grant, La rivolta della ragione - Filosofia marxista e scienza moderna. Milano, AC editoriale. (EN)  Reason in Revolt: Marxism and Modern Science (testo integrale). Londra, Wellred books, 1995. ISBN 1900007002
- Alan Woods, La rivoluzione venezuelana. Una prospettiva marxista, AC editoriale, 2005.
- Alan Woods, Le idee di Karl Marx. Londra, Wellred Books, 2013. Milano, AC editoriale, 2016
- Alan Woods, Storia della filosofia - Una prospettiva marxista. Londra Wellred Books, 2021. Milano, AC editoriale, 2024